# City of Matlosana Local Municipality
City of Matlosana (englisch City of Matlosana Local Municipality) ist eine Lokalgemeinde im Distrikt Dr Kenneth Kaunda der südafrikanischen Provinz Nordwest. Der Sitz der Verwaltung befindet sich in Klerksdorp. Bürgermeister ist Maetu E. Kgaile.
Die Gemeinde ist benannt nach einem historischen Ausdruck für „gewaltsam Vertriebene“.

## Städte und Orte
- Hartbeesfontein B
- Klerksdorp
- Orkney
- Stilfontein

## Bevölkerung
Im Jahr 2011 hatte die Gemeinde 398.676 Einwohner in 120.442 Haushalten auf einer Gesamtfläche von 3561,46 km². Davon waren 81 % schwarz, 14,5 % weiß, 3,5 % Coloured und 0,8 % Inder bzw. Asiaten. Erstsprache war zu 36 % Setswana, zu 19,9 % Sesotho, zu 17,3 % Afrikaans, zu 14 % isiXhosa, zu 4,3 % Englisch, zu 2,1 % isiZulu, zu 1,2 % Xitsonga und zu jeweils 0,6 % isiNdebele und Sepedi.